# Лабиринтът на фавна
„Лабиринтът на фавна“ (на испански: El laberinto del fauno) е испанско-мексиканско-американски фентъзи филм от 2006 г. на режисьора Гийермо дел Торо.
Премиерата на „Лабиринтът на фавна“ е на 27 май 2006 г. в рамките на кинофестивала в Кан. На 6 и 20 октомври същата година излиза по кината съответно в Испания и Мексико.

## Сюжет
Филмът разказва историята на малката Офелия, в първите години след победата на Франко в испанската гражданска война. Бащата на Офелия е починал и майка ѝ се омъжва за садистичен фалангистки капитан. На фона на борбите между военните и партизаните, Офелия се сблъсква със същества, появили се сякаш, от любимите ѝ приказки…

## Награди и номинации
| Награда                              | Категория                                    | Номиниран(и)                                 | Резултат  |
| ------------------------------------ | -------------------------------------------- | -------------------------------------------- | --------- |
| Награди на филмовата академия на САЩ | Най-добър грим                               | Най-добър грим                               | награда   |
| Награди на филмовата академия на САЩ | Най-добри декори                             | Най-добри декори                             | награда   |
| Награди на филмовата академия на САЩ | Най-добра кинематография                     | Гилермо Наваро                               | награда   |
| Награди на филмовата академия на САЩ | Най-добър чуждоезичен филм                   | Най-добър чуждоезичен филм                   | номинация |
| Награди на филмовата академия на САЩ | Най-добър оригинален сценарий                | Гийермо дел Торо                             | номинация |
| Награди на филмовата академия на САЩ | Най-добра филмова музика                     | Хавиер Наварете                              | номинация |
| Награда на БАФТА                     | Най-добър чуждестранен филм                  | Най-добър чуждестранен филм                  | награда   |
| Награда на БАФТА                     | Най-добри костюми                            | Най-добри костюми                            | награда   |
| Награда на БАФТА                     | Най-добър грим и прически                    | Най-добър грим и прически                    | награда   |
| Награда на БАФТА                     | Най-добри декори                             | Най-добри декори                             | номинация |
| Награда на БАФТА                     | Най-добър звук                               | Най-добър звук                               | номинация |
| Награда на БАФТА                     | Най-добри специални ефекти                   | Най-добри специални ефекти                   | номинация |
| Награда на БАФТА                     | Най-добър оригинален сценарий                | Гийермо дел Торо                             | номинация |
| Награда на БАФТА                     | Най-добра кинематография                     | Гилермо Наваро                               | номинация |
| Златен глобус                        | Най-добър чуждестранен филм                  | Най-добър чуждестранен филм                  | номинация |
| Златна палма                         | Златна палма                                 | Гийермо дел Торо                             | номинация |
| Награда „Хюго“                       | Най-добро сценично представяне (дълга форма) | Гийермо дел Торо                             | награда   |
| Награда „Небюла“                     | Най-добър сценарий                           | Гийермо дел Торо                             | награда   |
| Сатурн                               | Най-добър международен филм                  | Най-добър международен филм                  | награда   |
| Сатурн                               | Най-добър млад актьор                        | Ивана Бакеро                                 | награда   |
| Сатурн                               | Най-добър грим                               | Най-добър грим                               | номинация |
| Сатурн                               | Най-добър режисьор                           | Гийермо дел Торо                             | номинация |
| Сатурн                               | Най-добър сценарий                           | Гийермо дел Торо                             | номинация |
| Сатурн                               | Най-добър актьор в поддържаща роля           | Серхи Лопес                                  | номинация |
| Емпайър                              | Най-добър научнофантастичен или фентъзи филм | Най-добър научнофантастичен или фентъзи филм | награда   |
| Емпайър                              | Най-добър филм                               | Най-добър филм                               | номинация |
| Емпайър                              | Най-добър режисьор                           | Гийермо дел Торо                             | номинация |